# Bambusový les v Arašijamě
Bambusový les v Arašijamě či Bambusový les Sagano (japonsky 嵐山竹林, Arašijama čikurin) je les o rozloze 16 km2 v oblasti Arašijama v prefektuře Kjóto. V lese převážně roste bambus druhu listoklasec jedlý (Phyllostachys edulis), z rodu listoklasců. Vstup do lesa je zdarma a to od roku 2015. Bambus byl opakovaně poškozován turisty formou vyrývání vzkazů do kmenů. V jeho blízkosti je chrám Tenrjúdži.